# Selección de rugby de Israel
La selección de rugby de Israel es el equipo representativo la Unión de Rugby de Israel. El primer partido en el que participó esta selección fue en 1981 y actualmente compite en la Rugby Europe International Championships. La selección de rugby es administrada por la Unión de Rugby de Israel.

## Historia
El deporte fue llevado al país por soldados británicos durante el  Mandato Británico, pero se agotó después de que los británicos se fueron. Una ola de inmigración de países de habla inglesa desde 1967 ha visto un renovado interés en el deporte, particularmente en áreas con grandes poblaciones de habla inglesa como Ra'anana y Jerusalem.
Se estableció una liga nacional en 1972, y la Unión de Rugby de Israel (ahora Rugby Israel) se formó en 1975. El primer partido internacional de Israel fue para  Suiza el 25 de mayo de 1981, y terminó 9–9. La Unión se unió a la International Rugby Board  en 1988, y participó en la Clasificación Europea para la Copa Mundial de Rugby 1991. En un grupo con  Dinamarca,  Suecia y Suiza, Israel perdió los tres partidos y quedó eliminado.
En la Clasificación Europea para la Copa del Mundo 1995, Israel venció a Hungría 67–8 en el Ronda preliminar, antes de ser eliminados en la fase de grupos de la Ronda 1, no logró anotar un punto en dos de sus tres partidos.
La Clasificación Europea para la Copa del Mundo de Rugby 1999 siguió el patrón establecido, con Israel eliminado en la fase de grupos, aunque evitaron terminar últimos al vencer a  Austria.
Lo mismo sucedió en la Clasificación Europea para la Copa Mundial de Rugby de 2003, donde terminaron cuartos en un grupo de seis equipos. En la Clasificación Europea para la Copa Mundial de Rugby 2007 no llegaron a la fase de grupos, siendo derrotados 113–7 en total (0–53, 60–7) por  Lituania. Israel venció a Eslovenia por 26–19 al 11 de mayo de 2009, pero perdió con  Lituania por 3–19 al 23 de mayo de 2009, poniendo fin a su campaña para la Copa Mundial de Rugby de 2011. Estos fueron los primeros juegos de Israel en ser televisados.
En las clasificaciones de Copa Mundial de Rugby de 2015, Israel ganó la División 2B de Clasificación de Europa, derrotando a todos los oponentes y siendo promovido a la ronda de play-off.

### Competiciones europeas desde 2000
| Temporada | Torneo                                      | J | G | E | P | PF  | PC  | +/−  | Pts | Pos |
| --------- | ------------------------------------------- | - | - | - | - | --- | --- | ---- | --- | --- |
| 2000      | European Nations Cup Fourth Division Pool 2 | 3 | 1 | 0 | 2 | 54  | 53  | +1   | 5   | 3º  |
| 2001-02   | European Nations Cup Third Division Pool 2  | 4 | 0 | 0 | 4 | 72  | 122 | -50  | 4   | 5º  |
| 2002-03   | European Nations Cup Third Division Pool C  | 2 | 1 | 0 | 1 | 53  | 38  | +15  |     | 2º  |
| 2003-04   | European Nations Cup Third Division Pool C  | 2 | 1 | 0 | 1 | 24  | 63  | -39  |     | 2º  |
| 2004-06   | European Nations Cup Third Division Pool C  | 4 | 2 | 0 | 2 | 97  | 52  | +45  | 8   | 3º  |
| 2006-08   | European Nations Cup Third Division 3C      | 8 | 3 | 0 | 5 | 141 | 158 | -17  | 14  | 4º  |
| 2008-10   | European Nations Cup Third Division 3C      | 8 | 8 | 0 | 0 | 257 | 59  | +198 | 24  | 1º  |
| 2010-12   | European Nations Cup Second Division 2C     | 8 | 7 | 0 | 1 | 186 | 97  | +89  | 30  | 1º  |
| 2012-14   | European Nations Cup Second Division 2B     | 8 | 7 | 0 | 1 | 212 | 109 | +103 | 33  | 1º  |
| 2014-16   | European Nations Cup Second Division 2A     | 4 | 0 | 1 | 3 | 77  | 102 | -25  | 3   | 5º  |
| 2016-17   | Rugby Europe Conference 1 South             | 4 | 3 | 0 | 1 | 135 | 100 | +35  | 14  | 2º  |
| 2017-18   | Rugby Europe Conference 1 South             | 4 | 2 | 0 | 2 | 105 | 86  | +19  | 10  | 3º  |
| 2018-19   | Rugby Europe Conference 1 South             | 4 | 2 | 0 | 2 | 104 | 62  | +42  | 11  | 3º  |
| 2019-20   | Rugby Europe Conference 1 South             | 2 | 0 | 1 | 1 | 38  | 67  | -29  | 2   | 5º  |
| 2021-22*  | Rugby Europe Conference 1 South             | 1 | 0 | 0 | 1 | 13  | 15  | -2   | 1   | 3º  |

### Estadísticas
Tabla de los partidos internacionales jugados hasta el 22 de diciembre de 2021, tras el partido con  Malta.
| Oponente             | Jugados | Ganados | Perdidos | Empatados | % de victorias |
| -------------------- | ------- | ------- | -------- | --------- | -------------- |
| Andorra              | 5       | 4       | 1        | 0         | 80%            |
| Armenia              | 2       | 0       | 2        | 0         | 0%             |
| Austria              | 4       | 3       | 1        | 0         | 75%            |
| Azerbaiyán           | 1       | 1       | 0        | 0         | 100%           |
| Bosnia y Herzegovina | 6       | 4       | 2        | 0         | 66.67%         |
| Bulgaria             | 5       | 4       | 1        | 0         | 80%            |
| Croacia              | 7       | 1       | 6        | 0         | 14.29%         |
| Chipre               | 3       | 3       | 0        | 0         | 100%           |
| República Checa      | 3       | 0       | 2        | 1         | 0%             |
| Dinamarca            | 5       | 3       | 2        | 0         | 60%            |
| Finlandia            | 5       | 4       | 1        | 0         | 80%            |
| Grecia               | 2       | 2       | 0        | 0         | 100%           |
| Hungría              | 4       | 3       | 1        | 0         | 75%            |
| LAT                  | 3       | 1       | 2        | 0         | 33.33%         |
| Lituania             | 4       | 0       | 4        | 0         | 0%             |
| Luxemburgo           | 9       | 6       | 3        | 0         | 66.67%         |
| Malta                | 6       | 0       | 6        | 0         | 0%             |
| Moldavia             | 1       | 0       | 1        | 0         | 0%             |
| MCO                  | 1       | 1       | 0        | 0         | 100%           |
| Países Bajos         | 2       | 0       | 2        | 0         | 0%             |
| Noruega              | 5       | 4       | 1        | 0         | 80%            |
| Serbia               | 2       | 2       | 0        | 0         | 100%           |
| Eslovenia            | 4       | 1       | 2        | 1         | 25%            |
| Suecia               | 3       | 0       | 3        | 0         | 0%             |
| Suiza                | 7       | 0       | 5        | 2         | 0%             |
| Ucrania              | 1       | 0       | 1        | 0         | 0%             |
| Yugoslavia           | 3       | 0       | 3        | 0         | 0%             |
| Total                | 103     | 47      | 52       | 4         | 45.63%         |

## Plantel
Los siguientes jugadores fueron incluidos en el equipo para el partido Rugby Europe International Championships 2021-22 South 1 contra Malta el 13 de noviembre de 2021.
Entrenador:  Kevin Musikanth
|                     | Jugador            | Edad | Posición      | Tests | Equipo                  |
| ------------------- | ------------------ | ---- | ------------- | ----- | ----------------------- |
| Hookers y Pilares   |                    |      |               |       |                         |
|                     | Tomer Bracha       |      | Hooker        |       |                         |
|                     | Yaron Harris       |      | Pilar         |       | Tel Aviv Heat           |
|                     | Nitsan Reizel      |      | Pilar         |       | Tel Aviv Heat           |
| Segundas líneas     |                    |      |               |       |                         |
|                     | Thomas Burden      |      | Segunda línea |       | Tel Aviv Heat           |
|                     | Yotam Shulman      |      | Segunda línea |       | Tel Aviv Heat           |
|                     | Maayan Shaked      |      | Segunda línea |       | Tel Aviv Heat           |
| Alas y Octavos      |                    |      |               |       |                         |
|                     | Yiftach Engel      |      | Ala           |       | Tel Aviv Heat           |
|                     | Ushangi Manjavidze |      | Ala           |       |                         |
|                     | Eirad Barkai       |      | Ala           |       | Tel Aviv Heat           |
|                     | Yahel Rozillio     |      | Ala           |       | Tel Aviv Heat           |
|                     | Eitan Humphreys    |      | Ala           |       |                         |
|                     | Uri Gail           |      | Octavo        |       | Beaune                  |
| Medios scrums       |                    |      |               |       |                         |
|                     | Omer Levinson      |      | Medio scrum   |       | Tel Aviv Heat           |
| Aperturas y Centros |                    |      |               |       |                         |
|                     | Mati Gordon        |      | Apertura      |       | Tel Aviv Heat           |
|                     | Michael Eli        |      | Centro        |       |                         |
|                     | Idan Eisenberg     |      | Centro        |       | Tel Aviv Heat           |
|                     | Yitzhak Hirsch     |      | Centro        |       |                         |
|                     | Eitan Humphreys    |      | Centro        |       |                         |
| Fullbacks y Wings   |                    |      |               |       |                         |
|                     | Vitalii Pryimak    |      | Fullback      |       | ASA Tel Aviv Rugby Club |
|                     | Alan Dodin         |      | Fullback      |       | Tel Aviv Heat           |
|                     | Adrian Rainstein   |      | Wing          |       |                         |
|                     | Gal Aviram         |      | Wing          |       |                         |

## Últimos partidos y próximos encuentros
En la tabla siguiente se detallan los últimos partidos disputados por la selección de rugby de Israel, además de sus próximos encuentros.
| Rugby Europe International Championships ; 13 de noviembre de 2021 | Malta                                                                          | 15–13   | Israel (1 LBP)                                                                            | Tony Bezzina stadium, Paola    |                                |
| 13:00 CET (UTC+01)                                                 | - Gum try', 32' - Ioffe penal', 36' - Davey try', 71' - Ioffe conversión', 57' | Reporte | - Gordon penal', 20' - Gordon penal', 27' - Rainstein try', 57' - Gordon conversión', 57' | Árbitro(s): Pedro Mendes-Silva | Árbitro(s): Pedro Mendes-Silva |

| Rugby Europe International Championships ; 2 de abril de 2022 | Eslovenia | 0–16    | Israel                                                                             | Oval Ljubljana, Ljubljana      |                                |
| 14:00                                                         |           | Reporte | - Rainstein try', 38' - Stein penal', 40' - Stein penal', 43' - Levinson try', 50' | Árbitro(s): Rutger Van Faassen | Árbitro(s): Rutger Van Faassen |

| Rugby Europe International Championships ; 9 de abril de 2022 | Israel | 19–27   | Croacia | Kibutz Yizrael, Yizrael |                       |
| 14:00                                                         | - Rainstein try', 8' - Stein conversión', 8' - Barkai try', 32' - Engel try', 50' - Stein conversión', 51' | Reporte | - Vranesevic try', 13' - Jurisic conversión', 14' - Jurisic penal', 20' - Jurisic try', 26' - Kordun try', 69' - Coric try', 74' - Pavlovic conversión', 74' | Árbitro(s): Eki Fanlo   | Árbitro(s): Eki Fanlo |

| Rugby Europe International Championships ; 30 de abril de 2022 | Israel                                                                                 | 14–12   | Chipre                                                              | Kibutz Yizrael, Yizrael    |                            |
| 16:00                                                          | - Nijem try', 5' - Stein conversión', 6' - Levinson try', 19' - Stein conversión', 20' | Reporte | - Yarrow try', 36' - Alfredou try', 77' - Alfredou conversión', 57' | Árbitro(s): Jeremy Coomans | Árbitro(s): Jeremy Coomans |

## Palmarés
- European Nations Cup - División 2B (1): 2012-13
- European Nations Cup - División 2C (2): 2010-11, 2011-12
- European Nations Cup - División 3C (1): 2008-10

## Participaciones en la Copa del Mundo
- 1987 : No entró.
- 1991 - Actualidad : No calificó